# Австралійські метеоритні кратери
Австралійські метеоритні кратери — два найбільших у Австралії та найбільші на планеті метеоритних кратери. Знайдені у 2015 р. вченими з Австралійського національного університету в центрі континенту. Вікрив кратери учений Ендрю Гліксон (Andrew Glikson).
Ширина кожного кратера досягає 200 кілометрів, а зона кратерів — 400 км. Астероїд, що зіткнувся з Землею, мав діаметр близько 10 км.
Локалізація кратерів — на кордоні австралійських штатів Південна Австралія, Квінсленд і Північна територія.
За оцінками вчених падіння метеориту сталося від 300 до 600 млн років тому. Дослідники вважають, що за кілька кілометрів від нашої планети метеорит (астероїд) розпався на дві частини, які врізалися в сушу окремо.